# Вили и Ве
Вили и Ве са скандинавски богове, едни от първите трима (заедно с Один). Скандинавските митове разказват, че те са внуци на митичното същество Бури и синове на Бор. Те заедно с брат си Один, решават да убият жестокия и своенравен Имир. След като убиват великана от тялото му боговете изработват света.